# 前506年
| 千纪： | 前1千纪 |
| 世纪： | 前7世纪 \| 前6世纪 \| 前5世纪 |
| 年代： | 前530年代 \| 前520年代 \| 前510年代 \| 前500年代 \| 前490年代 \| 前480年代 \| 前470年代 |
| 年份： | 前511年 \| 前510年 \| 前509年 \| 前508年 \| 前507年 \| 前506年 \| 前505年 \| 前504年 \| 前503年 \| 前502年 \| 前501年                                                                                         |
| 纪年： | 周敬王十四年 魯定公四年 齊景公四十二年 晉定公六年 秦哀公三十一年 宋景公十一年 楚昭王十年 卫灵公二十九年 陳惠公二十八年 蔡昭侯十三年 曹隐公四年 郑献公八年 燕平公十八年 杞悼公十二年 吴王阖闾九年 越王允常五年 |

## 大事记
- 楚國進犯吳國的保護國蔡國，吳國傾全國之力攻楚。
- 周敬王和晉國等諸侯共同討伐楚國，因為楚國庇護王子朝。
- 柏舉之戰，春秋後期時吳、楚兩國的一場戰役，闔閭率伍子胥等聯合唐國、蔡國大舉伐楚，佔領了楚國的都城郢都，楚昭王逃亡隨國（今湖北隨州），令尹囊瓦逃到鄭國。

## 出生
- 言偃，孔子的弟子（逝世于前443年）